# Germain Pilon
Germain Pilon (París, c. 1528 - ibíd., 3 de febrero de 1590) es uno de los más destacados escultores franceses del Renacimiento francés, junto con Jean Goujon. Participó particularmente en la realización de las tumbas del último Valois, con obras que testimonian su pertenencia al manierismo.

## Biografía
Hijo del escultor André Pilon, se inicia cerca de este último, y probablemente con Pierre Bontemps, al modelado del barro cocido y a la talla de piedra. Ninguno de las creaciones de André Pilon ha sido conservada sin embargo, de modo que no se puede apreciar su estilo. Ciertos pedidos revelan no obstante su predilección para las estatuas de madera pintado y para la terracota. Desde alrededor de 1555 proporcionó modelos para los orfebres parisinos. También sabía dibujar. Mientras que es nombrado inspector de los sellos de Contraste  y las monedas del rey, Germán Pilon se entera paralelamente del arte de la fundición y del cincelado del bronce.

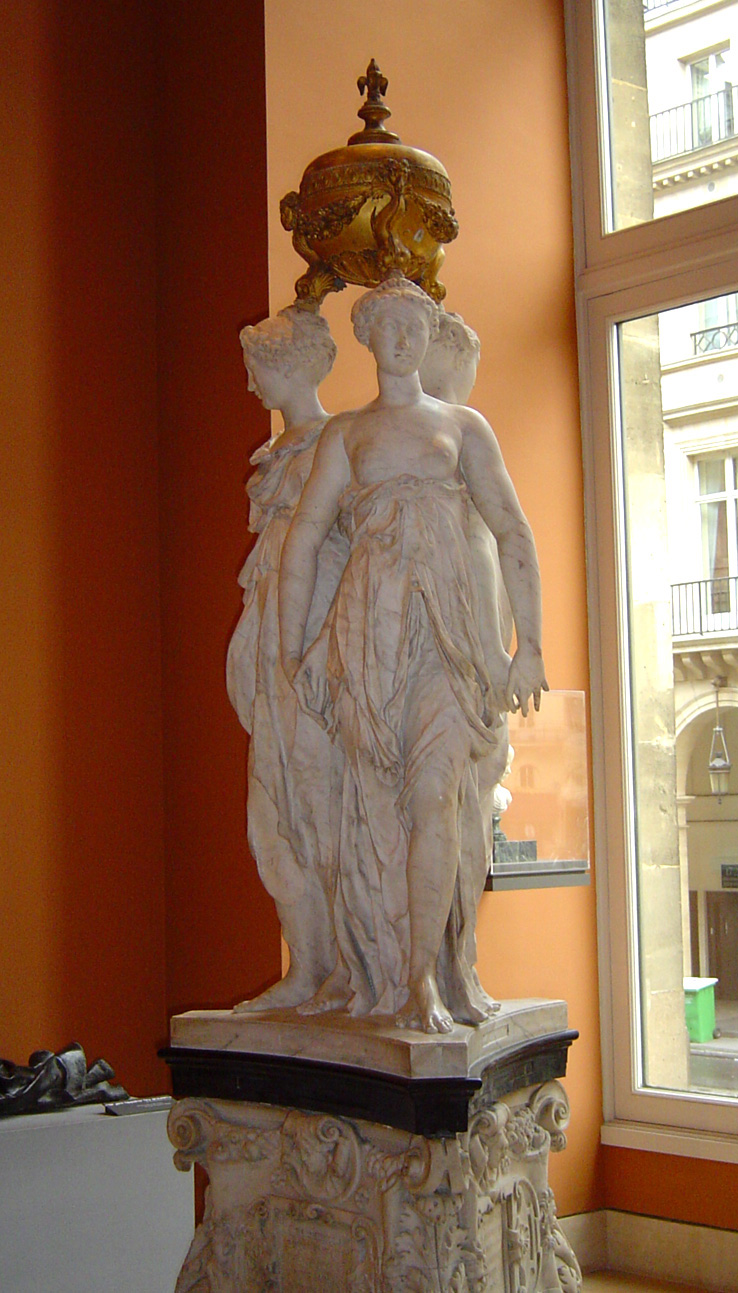
Monumento conteniendo el corazón de Enrique II de Francia. El grupo de las tres Gracias fue esculpido por Pilon, y la base por Domenico del Barbiere. La urna, igualmente modelada por Del Barbiere, se perdió y la actual es una versión del siglo XIX.

En 1558, es encargado por el superintendente de los Edificios del rey, Philibert de l' Orme, de esculpir ocho " genios funerarios" o "figuras improvisadas ", destinados a la tumba de Francisco I de Francia que Philibert de l' Orme edifica entonces a la basílica de Saint-Denis. Es en esta ocasión que Germain Pilon, entonces joven, realiza una figurina de mármol blanca que constituye su primera obra conocida. Este Genio funerario recuerda fuertemente la escultura de Miguel Ángel y testimonia el virtuosismo de Germán Pilon que imprime el movimiento. Él no será retenido sin embargo para adornar la tumba real y se encuentra hoy expuesto al Museo nacional del Renacimiento de Ecouen.
A la muerte de Enrique II de Francia, Francesco Primaticcio obtuvo la carga de superintendente de los Edificios y decide conservar a Germain Pilon entre sus colaboradores. Para el palacio de Fontainebleau, el artista da forma a estatuas de madera, ejecutadas bajo la dirección del dueño italiano cuyo estilo le trataba con familiaridad en lo sucesivo muy. Es sólo con Monumento del corazón de Enrique II de Francia (museo del Louvre) que se descubre en toda su plenitud el arte del escultor. El monumento que concibe consta de un pedestal condecorado, soportando a tres personajes femeninos soutienant una urna funeraria en su cabeza. En Germain Pilon toca la mayor parte del trabajo de escultura, particularmente la ejecución de las tres estatuas alegóricas en las cuales se puede ver tanto las Tres Gracias como las Virtudes teologales.

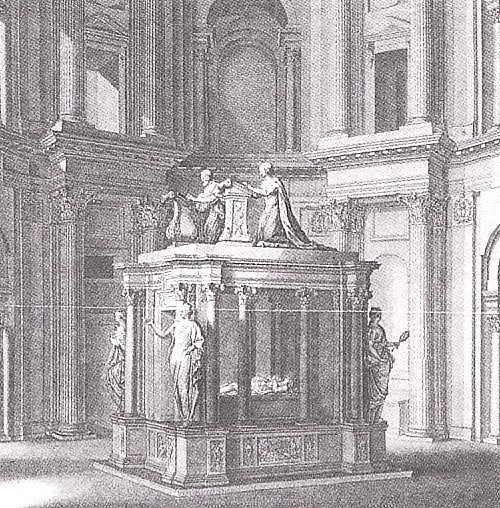
El mausoleo de la Casa de Valois quedado incompleo en 1589 : vista interior de Pierre Giffart que representa la tumba de Enrique II y Catalina de Médici, con a los ángulos, las virtudes teologales de Germain Pilon (siglo XVII, Bnf).

Todavía es bajo el control de Francesco Primaticcio que Germain Pilon crea sus obras siguientes. Cuando Catalina de Médici hace edificar un mausoleo Valois en rotonda (inacabado) a la Basílica de Saint-Denis, Germain Pilon se encuentra entre los artistas responsables de la decoración esculpida. Participa en primer lugar en la realización de la tumba del rey difunto y de la reina, al lado de otros escultores como Girolamo della Robbia y el Dueño Ponce. 
Sin embargo, la mayor parte de los trabajos acaban por incumbirle. Es así el autor de las estatuas yacentes, las orantes, de dos Virtudes de bronce y de dos relieves de mármol que pertenecen al edículo. Es en la estatua yacente de la reina, la imitación de una estatua antigua destinada hoy Venus de Médici, a quien se libera más de sus ataderos, posiblemente porque se lo había comprometido allí. Los orantes revelan una gran libertad en el movimiento y una reproducción muy personal de la fisonomía que permiten comprobar que Germain Pilon abandonó el gótico tardío para el arte del Renacimiento.
A partir de 1570, Germain Pilon, en lo sucesivo muy ocupado, poseía en París un gran taller. Entre sus realizaciones del momento han sido conservadas la Virgen de Notre-Dame-de-la-Couture (Le Mans) y las principales esculturas de la tumba de Valentina Balbiani (muerta en 1572). En esta tumba, donde se agregan elementos italianos y franceses, la difunta es representada, según la tradición francesa, bajo dos aspectos. Valentina Balbiani, vestido de un traje suntuoso, a medias extendido, apoyándose en un codo y hojeando un libro, corresponde a un tipo italiano ya bien conocido en Francia antes de Germain Pilon. Por eso, según la tradición francesa, el bajorrelieve situado debajo presenta a la difunta en yacente con un realismo tan impresionante que coloca la obra en la tradición de los yacentes " cadavéricos" de la escultura medieval francesa. Hoy, la inmensa mayoría de las tumbas ejecutadas por Germain Pilon no son conocidas más que por documentos de trabajo o los Bocetos.
En 1572, el artista consigue la carga " inspector general de las efigies a la casa de la moneda ". Le debemos entonces la serie de medallones a las efigies de los miembros de la familia real así como bustos diversos de mármol y de bronce, entre los cuales se distinguen el del Charles IX de Francia y el de Jean de Morvilliers. 
En los diez últimos años de su vida, mientras que es apreciado por la aristocracia francesa, dispone de un taller vasto: la abundancia de los pedidos y la realización de los 380 mascarones del Pont Neuf, lo obliga a agregar sus hijos, así como colaboradores tal como Mathieu Jacquet dice Grenoble, los cuales aseguran el éxito del estilo de Germain Pilon sobre varias décadas.
Hasta aproximadamente 1585, Germain Pilon está ocupado por nuevas esculturas de mármol destinadas a la capilla funeraria Valois de Basílica de Saint-Denis. Un pathos y un dramatismo nuevo caracterizan entonces los últimos años de producción del escultor. Retendremos particularmente a la Resurrección de Cristo con dos soldados romanos (museo del Louvre), San Francisco de Asís (Catedral Santa-cruz de París de los armenios) así como dos nuevas estatuas funerarias de Enrique II y Catalina de Médici, representadas esta vez en estatuas yacentes (Basílica de Saint-Denis). 
La Pietà, última realización del conjunto, toma prestado de la iconografía de las escenas del Descendimiento de Jesús o de posturas a la tumba, su velo que recae por delante de la cara así como sus manos cruzadas sobre el pecho. 

En la tumba de René de Birague realizada hacia 1583, Germain Pilon repite la tradición medieval pintando el bronce del orante eliminando casi totalmente el cuerpo del difunto bajo el abrigo amplio a los pliegues profundos cuyo arrastre largo hoy es desaparecido. En los últimos años de su vida, el relieve de bronce de la Deposición del Cristo (hoy conservado en el museo del Louvre), se inspira en la Deposición del Cristo ejecutado hacia 1544 por Jean Goujon (museo del Louvre).

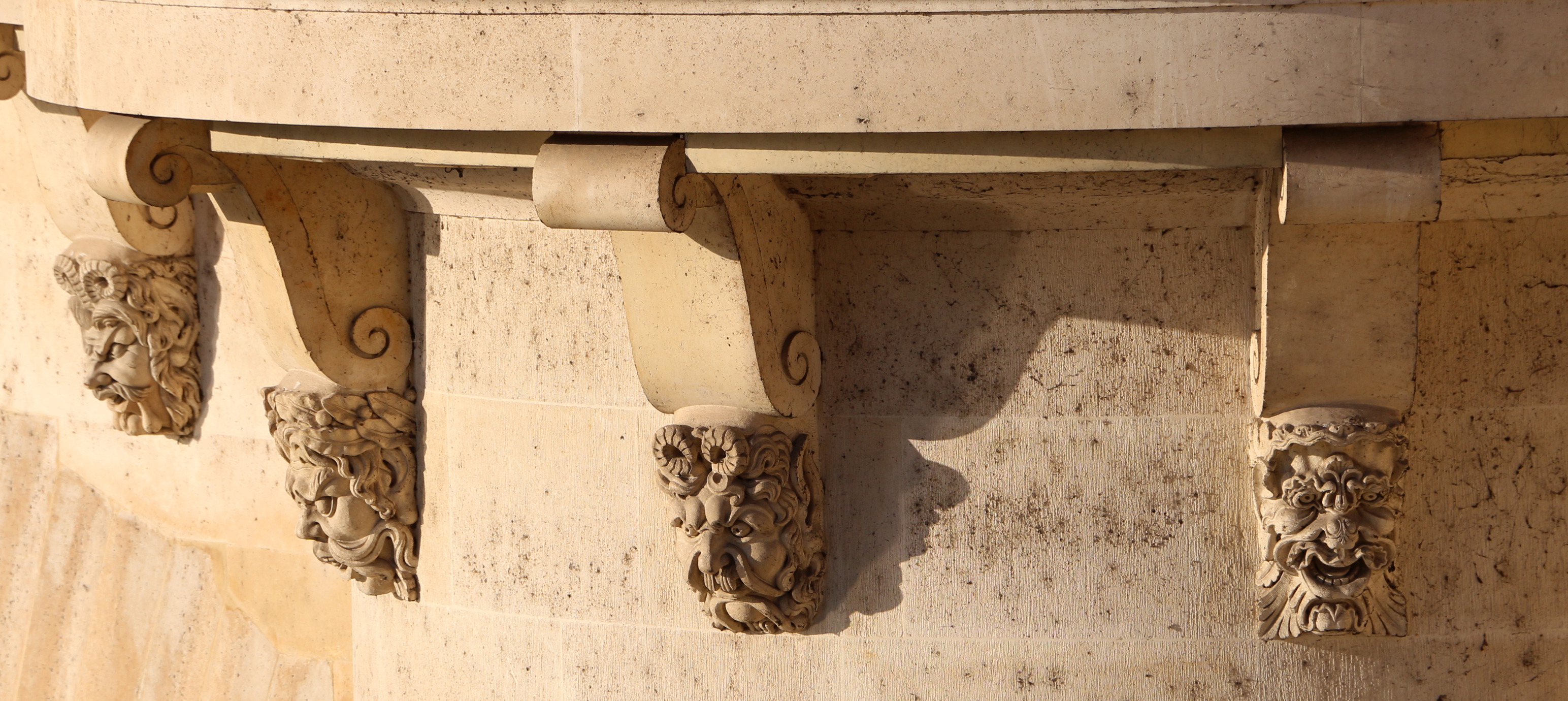
Mascarones del Pont Neuf (hacia 1588, los seis últimos originales estàn en el musée Carnavalet).
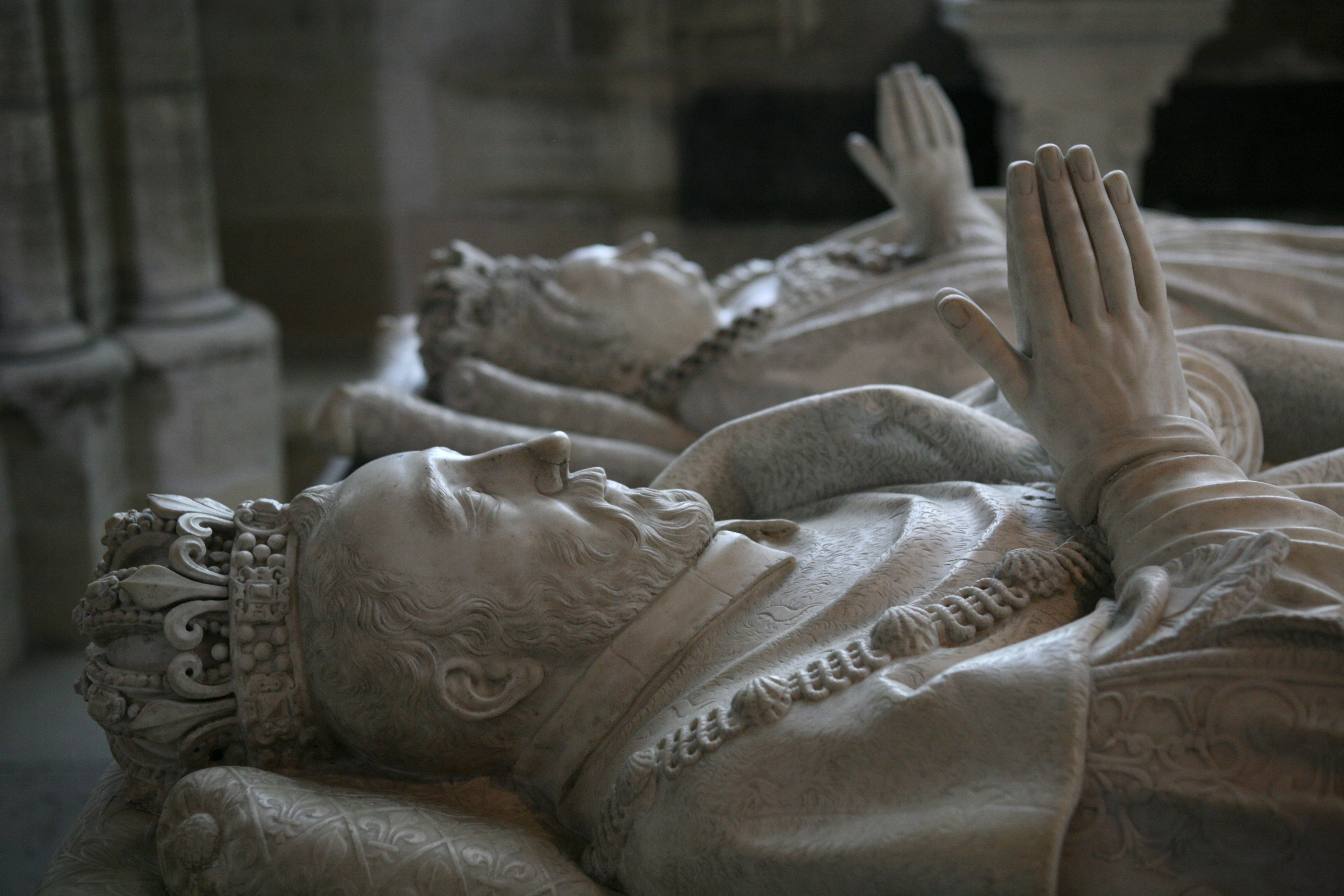
Yacentes de Enrique II de Francia y Catalina de Médici (1583, Basilica de Saint Denis).
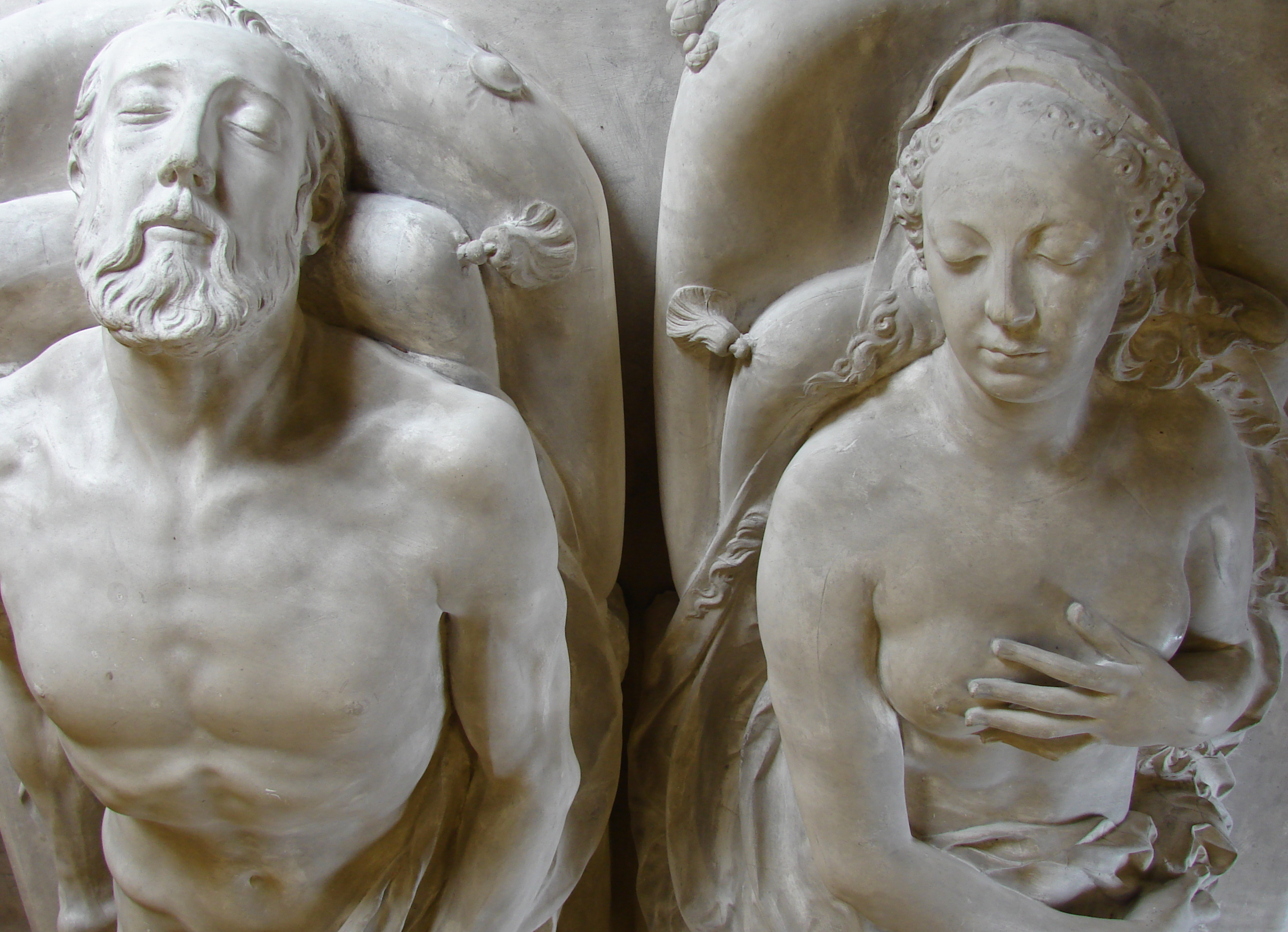
Orantes del Monumento funerario de Enrique II de Francia y Catalina de Médici (Basilica de Saint Denis).
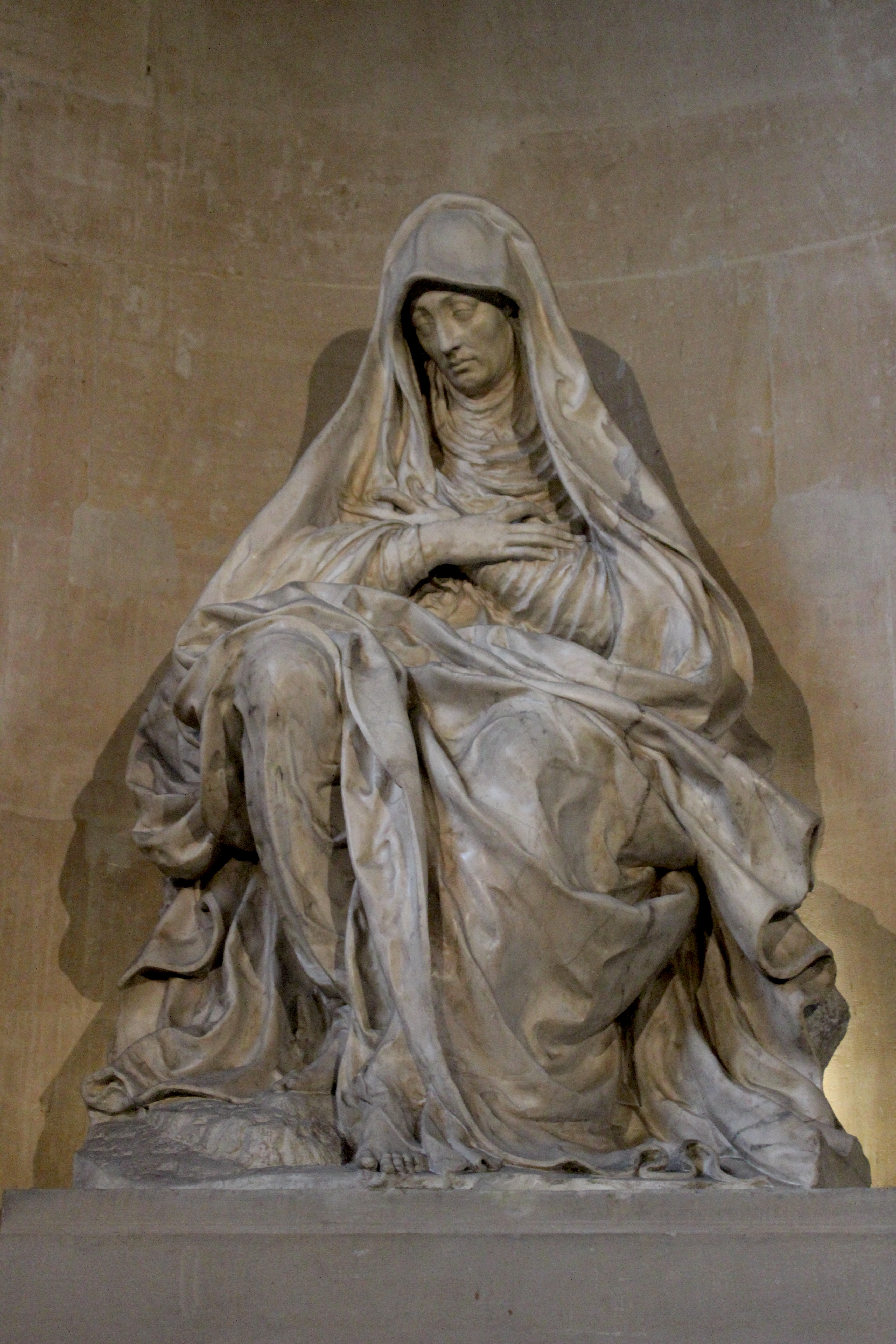
La Pietà (1582-1585, museo del Louvre).
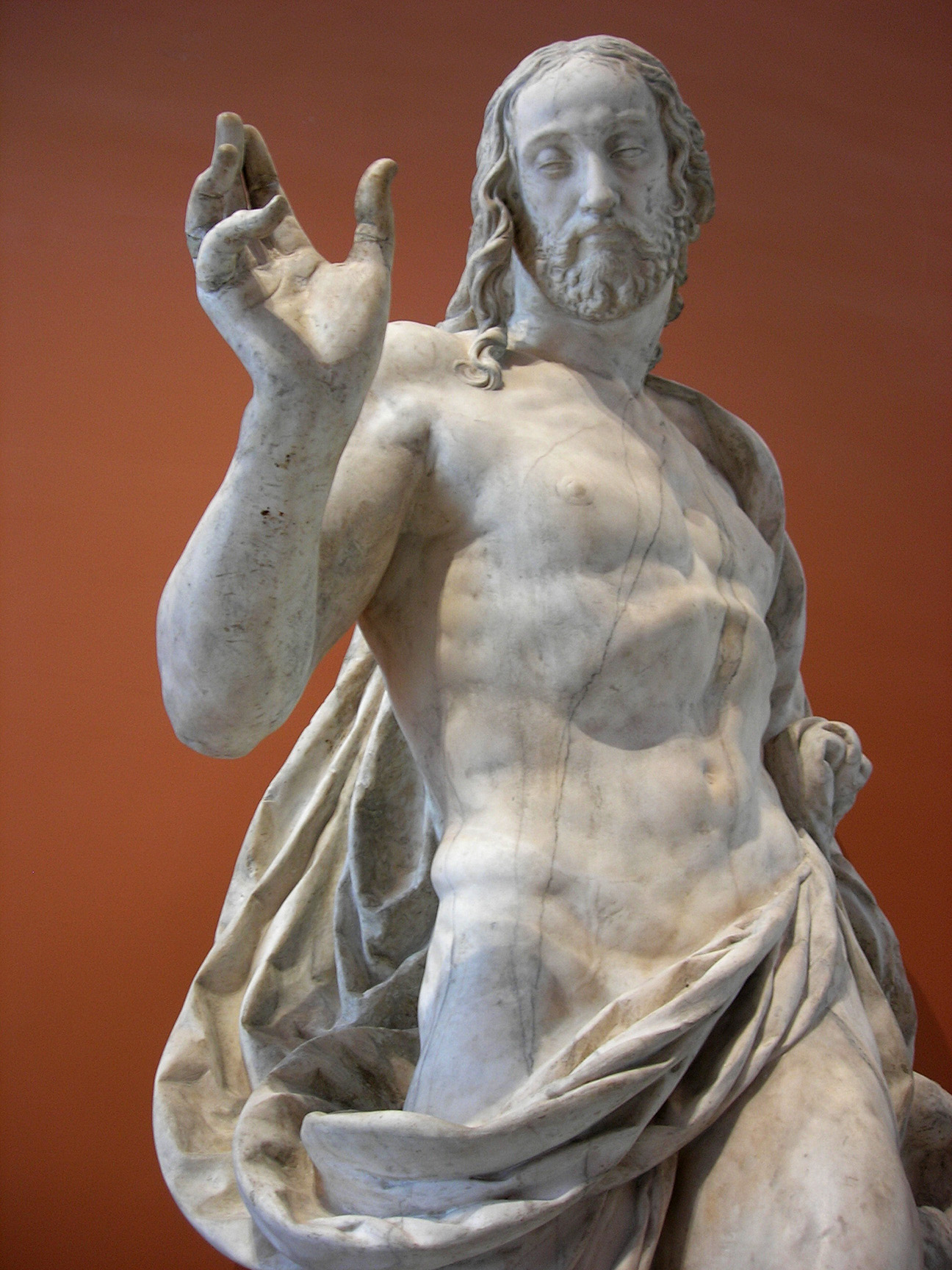
Resurrección de Cristo (1572, museo del Louvre).
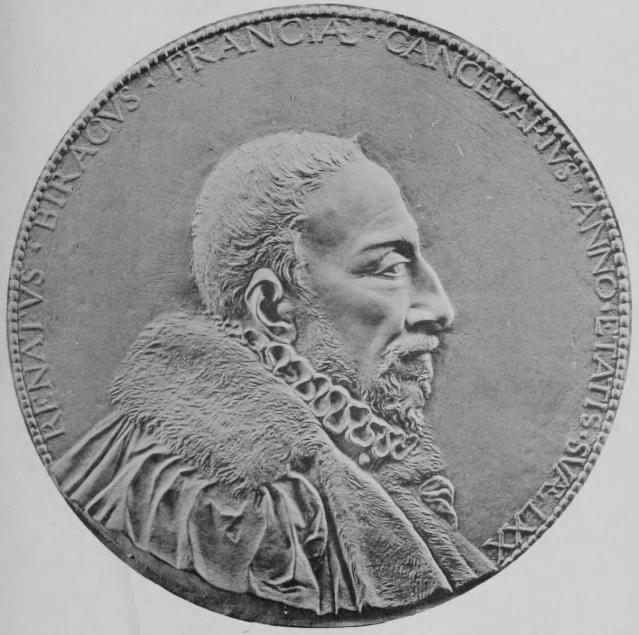
Medalla del Canciller René de Birague (vers 1577, bronce, museo del Louvre).
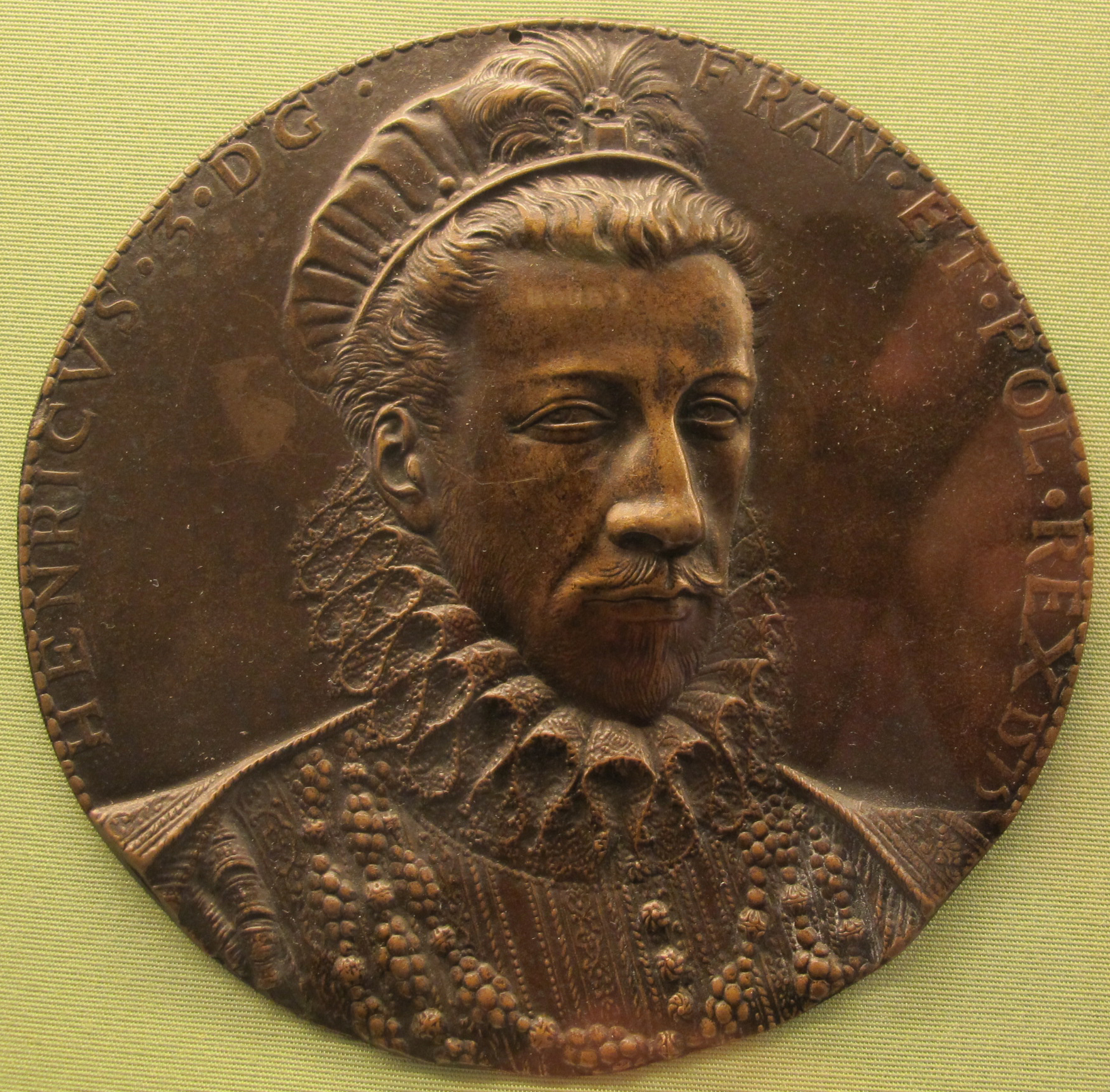
Medalla de Enrique III de Francia (1575, Castillo de Blois).
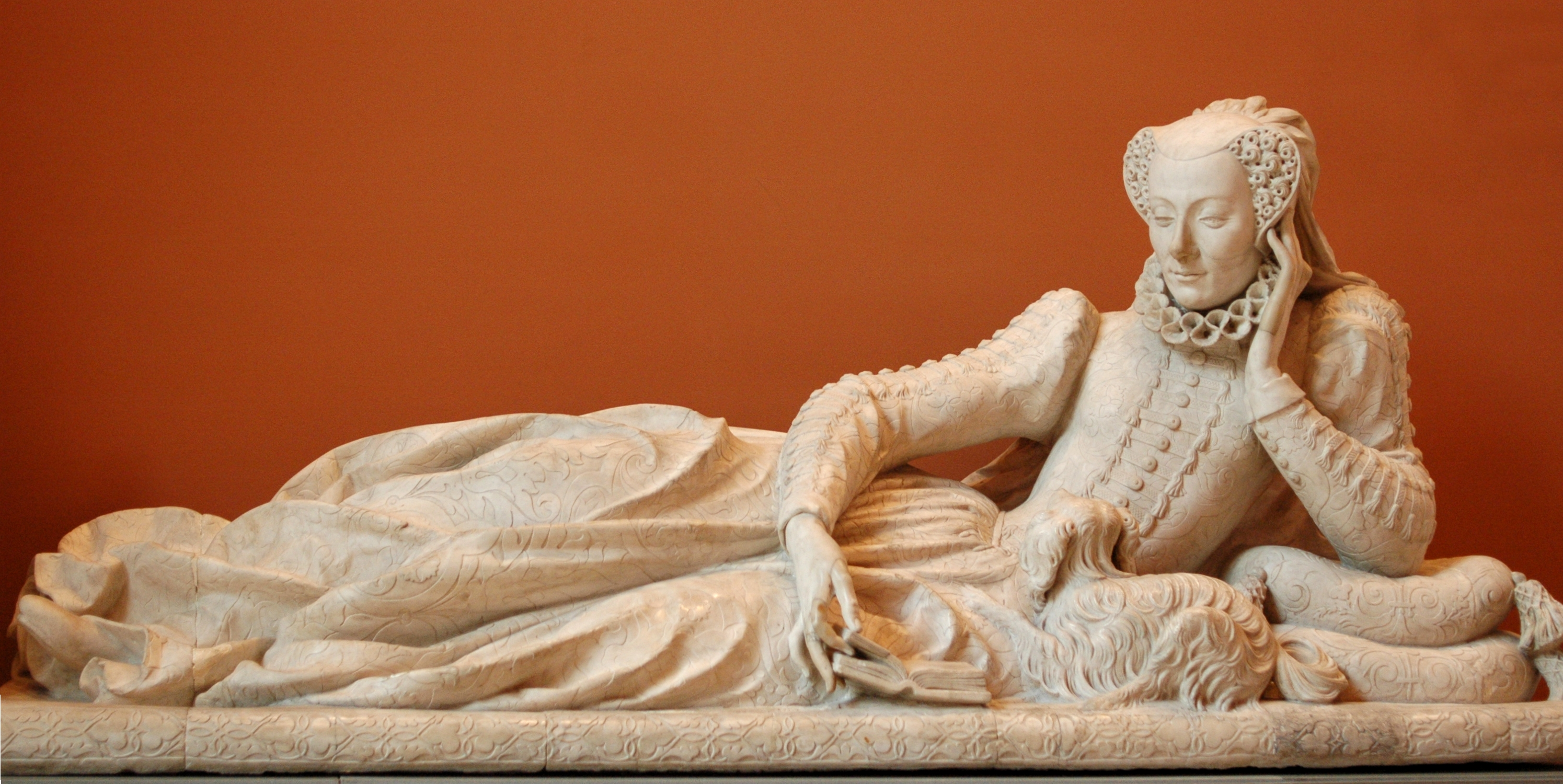
Tumba de Valentina Balbiani del convento Sainte-Catherine-du-Val-des-Écoliers de París (1574, museo del Louvre).

## Estilo
Por su emoción teatral, sus obras muestran la influencia de la Escuela de Fontainebleau y de Miguel Ángel. Dotado de una agudo sentido del material empleado, con el correr de los años aplica una mayor animación en sus figuras y un verismo que en ocasiones lo aleja del amable manierismo de Fontainebleau. Prueba de ello son los gisants o yacentes correspondientes al túmulo de Enrique II y Catalina de Médici que entroncan con la consolidada tradición realista autóctona vigente en la escultura funeraria. De resabios góticos, decide eludir -refrenado por el clasicismo imperante- los detalles morbosos y crudos que caracterizaron uno de los grupos sepulcrales más influyentes en aquella centuria, el de Luis XII de Francia y Ana de Bretaña (1515-1531) de los emigrados hermanos Giusti.

## Obras

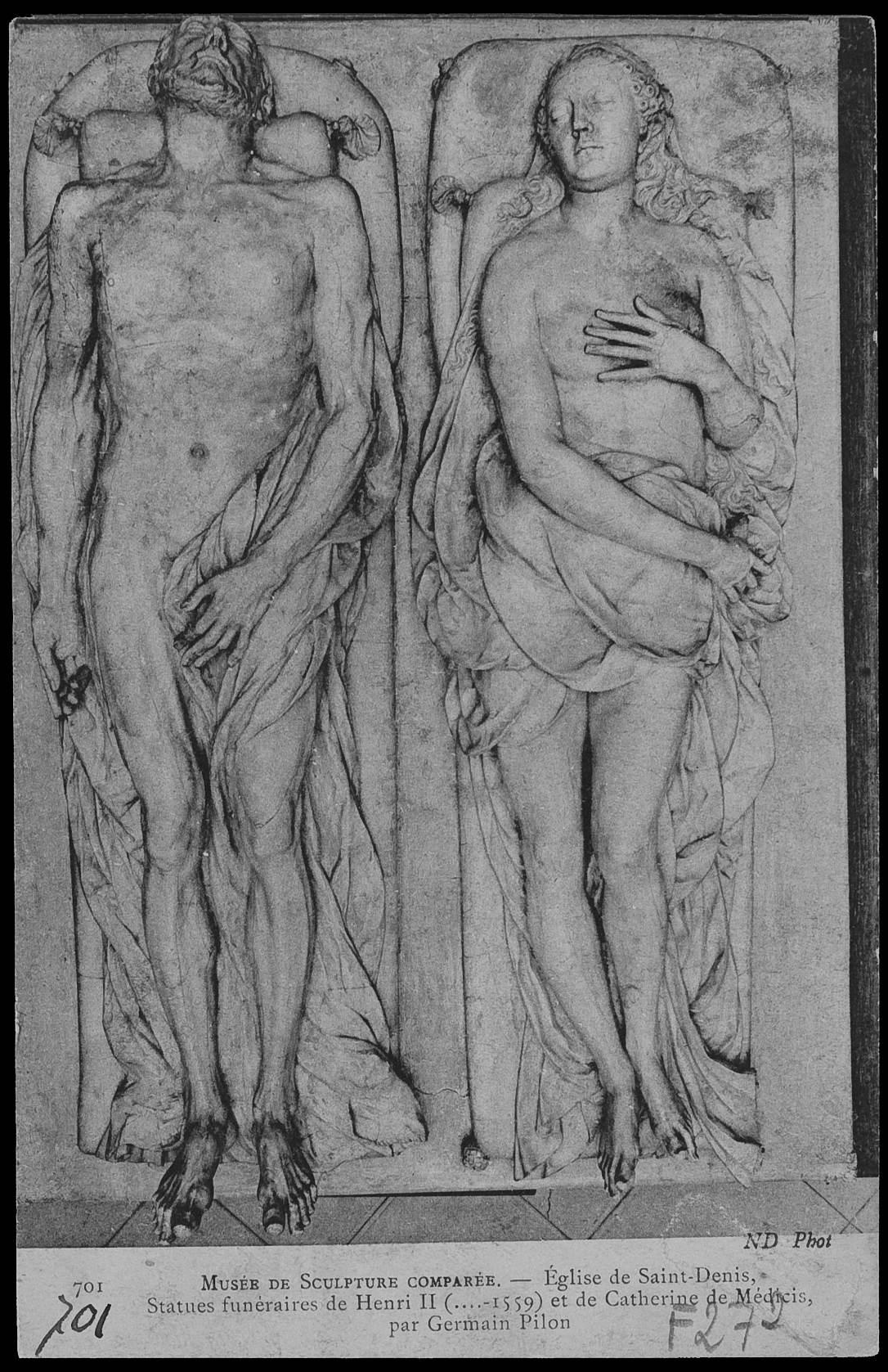
Pareja yacente del túmulo de Enrique II y Catalina de Médici. Frente a la representaciones orantes del mismo conjunto o la propia yacente femenina, Pilon opta en la figura de Enrique II por un acerbo naturalismo que señala su última producción sobre sus contemporáneos. Nótese el contraste entre la angulosa decrepitud del varón y la redondez sumaria de la reina consorte.

Entre sus obras más famosas se incluyen:
- Ocho estatuas secundarias de la Tumba de Francisco I (contratada con Philibert de l'Orme, 1558).
- Monumento conteniendo el corazón de Enrique II de Francia, mármol, (h. 1560-1566) Louvre - Realizado en colaboración con Domenico del Barbiere (llamado Dominique Florentin en Francia), quien talló el pedestal según diseños de Francesco Primaticcio. Pilon fue responsable de la elocuente escultura de las Tres Gracias, ejecutadas a partir de un solo bloque de mármol.[10] Por desgracia, la urna de cobre coronando el grupo, la cual contenía el corazón del monarca, fue destruida en la Revolución de 1789. Había sido modelada igualmente por Del Barbiere. En el siglo XIX se reemplazó por otra.
- Tumba de Enrique II y Catalina de Médici (1561-1573) Iglesia Abacial de la Basílica de Saint-Denis - Pilon realizó las figuras de bronce arrodilladas en lo alto de este monumento (representando al rey y a la reina vivos y rezando), las figuras conmovedoras y realistas de la reina y el rey muertos en el centro y las cuatro Virtudes en las esquinas del monumento, cuya construcción fue supervisada por Francesco Primaticcio (quien esculpió las figuras de las cuatro esquina). Cuenta la leyenda que Catalina de Médici se desmayó al ver estas figuras.
- Efigies de Enrique II y Catalina de Médici en traje de coronación (1583) Iglesia abacial de Saint-Denis - Obra posterior que carece de la intensidad emocional de la anterior.
- Resurrección de Cristo y figuras yacentes de los guardianes de la tumba, grupo en mármol, proveniente de la capilla funeraria de Enrique II en Saint-Denis, h. 1572; reunidas en 1933 en el Museo del Louvre.
- Virgen de Piedad (h. 1585) (terracota), Louvre
- Tumba de Valentine Balbiani (h. 1573), Louvre; grupo en mármol
- Descendimiento de la Cruz (1580-1585) (bajorrelieve en bronce), Louvre
- Tres Parcas (Hôtel de Cluny, París).
- Medallón de Catalina de Médici, bronce, h. 1575.
- Medallón del canciller de Birague, bronce, h. 1577.
- Cristo en el monte de los Olivos, san Pablo, Melquisédec, bajorrelieve en mármol proveniente de la custodia eucarística de la iglesia de Saint-Étienne-du-Mont, h. 1582.
- Estatua de devoción del cardenal René de Birague, bronce, h. 1584.